# Saijin
Saijin (祭神) est un terme utilisé dans le Shintoïsme pour désigner les divinités vénérées dans un sanctuaire spécifique. Souvent, les saijin portent le nom du sanctuaire. Cela s'explique par le fait que les kami étaient autrefois très locaux.